# Elimination Chamber (2011)
Elimination Chamber (2011) foi um evento pay-per-view promovido pela WWE. Ocorreu no dia 20 de fevereiro de 2011 no Oracle Arena na cidade de Oakland, Califórnia.. Esta foi a segunda edição da cronologia do Elimination Chamber.

## Antes do evento
Elimination Chamber teve lutas de wrestling profissional de diferentes lutadores com rivalidades e storylines pré-determinadas que se desenvolveram no Raw, SmackDown e WWE Superstars — programas de televisão da WWE. Os lutadores interpretaram um vilão ou um mocinho seguindo uma série de eventos para gerar tensão, culminando em várias lutas.
Após The Miz vencer o WWE Championship em Novembro de 2010, o comenterista do Raw, Jerry Lawler recebeu uma luta pelo título no TLC após criticar The Miz por ter usado o contrato Money in the Bank enquanto Orton estava machucado, ele perdeu para Miz numa luta Tables, Ladders and Chairs no Raw de 29 de Novembro depois de uma interferência de Alex Riley e de Michael Cole, no episódio de 31 de Janeiro do Raw, o Gerente Geral Anônimo anunciou uma Battle Royal para desafiar o desafiante ao título de Miz, quem perdesse seria colocado na Elimination Match do Raw por uma luta na WrestleMania XXVII pelo WWE Championship, os participantes eram CM Punk, Randy Orton, King Sheamus, John Morrison, John Cena, Jerry Lawler e R-Truth, Lawler eliminou por último Sheamus para vencer a Battle Royal e conseguir a chance pelo título de The Miz enquanto os outros seis foram mandados pra Elimination Chamber do Raw.
No Royal Rumble, Alberto Del Rio venceu a luta Royal Rumble e conquistou o direito de uma luta por um título mundial na WrestleMania, ele anunciou que lutaria pelo World Heavyweight Championship de Edge, Edge entrou numa feud com Dolph Ziggler e sua ex-esposa Vickie Guerrero, que estava namorando Ziggler, uma semana antes do Elimination Chamber, Edge e Kelly Kelly derrotaram Ziggler e LayCool, o que fez com que Guerrero demitisse Kelly Kelly, em sequência ela foi recontratada por Theodore Long, Vickie foi atacada por Kelly, mas LayCool parou Kelly, e Trish Stratus as parou, no último Smackdown, Vickie, que estava atuando como Gerente Geral, tirou o título de Edge e o entregou a Ziggler, no entanto, Long retornou e deu a Edge uma revanche, onde ele venceu Ziggler, após a luta, Long demitiu Ziggler e Big Show ocupou o lugar de Ziggler na Elimination Chamber do Smackdown pelo título de Edge, junto com kane, Rey Mysterio, Wade Barrett e Drew McIntyre.

## Resultados
| Nº                                          | Resultados' | Estipulações                                                                                               | Tempo |
| ------------------------------------------- | --- | --- | ----- |
| Dark                                        | Daniel Bryan (c) derrotou Ted DiBiase (com Maryse)                                                                          | Luta individual pelo United States Championship                                                            | N/A   |
| 1                                           | Alberto Del Rio (com Ricardo Rodriguez) derrotou Kofi Kingston                                                              | Luta individual                                                                                            | 10:30 |
| 2                                           | Edge (c) derrotou Kane, Drew McIntyre, Wade Barrett, Rey Mysterio e Big Show                                                | Luta Elimination Chamber pelo World Heavyweight Championship                                               | 31:30 |
| 3                                           | The Corre (Heath Slater e Justin Gabriel) (com Ezekiel Jackson) derrotou Santino Marella e Vladimir Kozlov (c) (com Tamina) | Luta de duplas pelo WWE Tag Team Championship                                                              | 5:08  |
| 4                                           | The Miz (c) (com Alex Riley) derrotou Jerry Lawler                                                                          | Luta individual pelo WWE Championship                                                                      | 12:10 |
| 5                                           | John Cena derrotou King Sheamus, CM Punk, Randy Orton, John Morrison e R-Truth                                              | Luta Elimination Chamber; o vencedor garantiu direito a lutar pelo WWE Championship no WrestleMania XXVII. | 33:12 |
| (c) – Refere-se aos campeões antes da luta. | | |       |

### Elimination Chamber entradas e eliminações (SmackDown)
| Eliminado | Wrestler      | Entrada | Método da eliminação          | Tempo |
| --------- | ------------- | ------- | ----------------------------- | ----- |
| 1         | Wade Barrett  | 3       | Após um KO Punch por Big Show | 18:48 |
| 2         | The Big Show  | 6       | Após um Chokeslam por Kane.   | 20:54 |
| 3         | Drew McIntyre | 5       | Após um Chokeslam por Kane.   | 21:09 |
| 4         | Kane          | 4       | Após um Spear por Edge        | 22:50 |
| 5         | Rey Mysterio  | 2       | Após um Spear por Edge        | 31:30 |
| Vencedor  | Edge          | 1       |                               |       |

### Elimination Chamber entradas e eliminações (Raw)
| Eliminado | Wrestler      | Entrada | Método da eliminação                   | Tempo |
| --------- | ------------- | ------- | -------------------------------------- | ----- |
| 1         | R-Truth       | 6       | Após um "Brogue Kick" por Sheamus      | 17:31 |
| 2         | Randy Orton   | 3       | Após um "GTS" por CM Punk              | 21:33 |
| 3         | Sheamus       | 2       | Após um "Cross Body" por John Morrison | 25:16 |
| 4         | John Morrison | 1       | Após um "GTS" por CM Punk              | 32:50 |
| 5         | CM Punk       | 4       | Após um "Attitude Adjustment" por Cena | 33:12 |
| Vencedor  | John Cena     | 5       |                                        |       |